# Весолово (Сокульський повіт)
Весолово (пол. Wesołowo) — село в Польщі, у гміні Домброва-Білостоцька Сокульського повіту Підляського воєводства.
Населення — 40 осіб (2011).
У 1975-1998 роках село належало до Білостоцького воєводства.

## Демографія
Демографічна структура станом на 31 березня 2011 року:
|          | Загалом | Допрацездатний вік | Працездатний вік | Постпрацездатний вік |
| -------- | ------- | ------------------ | ---------------- | -------------------- |
| Чоловіки | 19      | 3                  | 13               | 3                    |
| Жінки    | 21      | 3                  | 14               | 4                    |
| Разом    | 40      | 6                  | 27               | 7                    |